# Anleitung zu Straftaten
Die Anleitung zu Straftaten ist in Deutschland gemäß § 130a des Strafgesetzbuches (StGB) ein Vergehen, das mit Freiheitsstrafe bis zu drei Jahren oder Geldstrafe bestraft wird. Auch die Belohnung und Billigung von Straftaten (§ 140 StGB) ist strafbar.

## Wortlaut
Der Wortlaut des § 130a StGB lautet:
(2) Ebenso wird bestraft, wer
1. eine Schrift (§ 11 Abs. 3), die geeignet ist, als Anleitung zu einer in § 126 Abs. 1 genannten rechtswidrigen Tat zu dienen, verbreitet oder der Öffentlichkeit zugänglich macht oder
2. öffentlich oder in einer Versammlung zu einer in § 126 Abs. 1 genannten rechtswidrigen Tat eine Anleitung gibt,

um die Bereitschaft anderer zu fördern oder zu wecken, eine solche Tat zu begehen.
(3) Nach Absatz 1 wird auch bestraft, wer einen in Absatz 1 oder Absatz 2 Nummer 1 bezeichneten Inhalt mittels Rundfunk oder Telemedien der Öffentlichkeit zugänglich macht.

## Tatbestand
§ 130a StGB ist ein abstraktes Gefährdungsdelikt. Geschütztes Rechtsgut ist der öffentliche Friede. Der Tatbestand setzt bedingten Vorsatz des Täters voraus, der eine Anleitung verbreitet die geeignet ist, der Begehung einer Tat nach § 126 StGB (Störung des öffentlichen Friedens durch Androhung von Straftaten) zu dienen.